# Отворено деоничарско друштво
Отворено акционарско друштво оснива се јавним уписом акција. Оснивачи у време његовог оснивања упућују јавни позив за упис и уплату акција. Јавни позив се упућује јавном понудом и проспектом у складу са Законом о привредним друштвима Архивирано на веб-сајту  (12. април 2015) и законом којим се уређује тржиште хартија од вредности. Поступак издавања акција је под надзором Комисије за хартије од вредности.
Отворено акционарско друштво може имати неограничен број акционара и може бити котирано и некотирано.
Поступак оснивања акционарског друштва претпоставља сукцесивно оснивање које се спроводи у више фаза:
1. закључење оснивачког акта,
2. упис, уплата или уношење улога и преузимање дела акција од самих оснивача,
3. одобрење проспекта од Комисије за хартије од вредности и објављивање јавне понуде за упис и откуп акција од стране трећих лица,
4. упис и уплата акција по јавној понуди,
5. упис и откуп евентуално неуписаних акција од стране оснивача,
6. евентуални поступак са вишком акција,
7. обавештавање Комисије о успешности емисије,
8. именовање органа од стране оснивача,
9. подношење пријаве за регистрацију и
10. објављивање регистрације.[1]

Отворено акционарско друштво не може ограничити пренос акција трећим лицима.